# Огненный стафф
Стафф (англ. staff) или шест, посох — реквизит используемый в огненном шоу, представляющий собой металлический (реже деревянный) шест с кевларовыми, асбестовыми или керамическими фитилями на концах. Традиционно различают спиновые и контактные конструкции и техники работы с этим реквизитом. Элементы исполняемые со стаффом нередко аналогичны трюкам с гимнастическим батоном (см. baton twirling ). Выступления со этим реквизитом могут проходить как с огнём, так и без него, в том числе используя светодиодный стафф. Наиболее известны, такие артисты выступающие с этим реквизитом, как MCP, Linda Farkash, Meast и другие.

## Спиновый стафф
Спиновый стафф (англ. spin) или традиционный стафф — это техника обращения со стаффом, при которой артист крутит реквизит держа его в руках, описывая в основном круги вокруг его центра, нередко подбрасывая шест и управляясь со стаффом на манер холодного оружия. В этой связи спиновая техника стаффа порой напоминает выступления спортсменов Ушу с шестом, и нередко имеет схожие элементы.
Конструкция спинового стаффа, как правило отличается небольшой длиной (< 1,3 м) и весом.

## Контактный стафф
Контактный стафф (англ. сontact staff) — это техника при которой артист контролирует стафф не беря его в руки, то есть шест находится в постоянном вращении по телу артиста, таким образом, что это вращение позволяет поддерживать стафф в постоянном равновесии позволяя ему перекатываться по плечам, шее и рукам артиста, создавая впечатление независимости движения стаффа от воли артиста.
Конструкция контактного стаффа нередко отличается большой длиной (1,2 — 1,5 м) и сравнительно тяжелым весом. Кроме этого для контактного стаффа используется специальная не скользящая обмотка ручки (неопрен, обмотка для теннисных ракеток, уплотнитель для окон).